# Капланы (Донецкая область)
Капланы (укр. Каплани) — село на Украине, находится в Тельмановском районе Донецкой области. Под контролем самопровозглашённой Донецкой Народной Республики.

## География
Село расположено на левом берегу реки Кальмиуса. К западу от населённого пункта, по руслу Кальмиуса проходит линия разграничения сил в Донбассе (см. Второе минское соглашение).

#### Соседние населённые пункты по странам света
С: Николаевка (выше по течению Кальмиуса)
СЗ: —
СВ: Луково
З: —
В: Приморское
ЮЗ: —
ЮВ: Сосновское
Ю: Таврическое, Набережное (ниже по течению Кальмиуса)

## Население
Население по переписи 2001 года составляло 4 человека.

## Общие сведения
Код КОАТУУ — 1424882904. Почтовый индекс — 87100. Телефонный код — 6279.

## Адрес местного совета
87150, Донецкая область, Тельмановский р-н, с. Луково, ул. Первомайская, 12